# (90502) Buratti
(90502) Buratti est un astéroïde de la ceinture principale et plus spécifiquement du groupe de Hilda.

## Description
(90502) Buratti est un astéroïde du groupe de Hilda. Il présente une orbite caractérisée par un demi-grand axe de 3,99 UA, une excentricité de 0,19 et une inclinaison de 9,1° par rapport à l'écliptique.

## Compléments